# آلون ماندل
آلون ماندل (به انگلیسی: Alon Mandel) (زادهٔ ۲۳ اوت ۱۹۸۸) شناگر اهل اسرائیل است.